# Yambio
Yambio er en by i delstaten Western Equatoria i den sydvestlige del af Sydsudan. Den ligger tæt på grænsen til Demokratiske Republik Congo og omkring 444 km vest for hovedstaden Juba.

## Oversigt
Yambio er hovedby i Yambio County (Amt), hvor den ligger. Det er også den største by i delstaten Western Equatoria, en af de 10 delstater, der udgør Republikken Sydsudan. Efter Sydsudans uafhængighed i 2011 omfatter de vigtigste aktuelle bekymringer i Yambio følgende:
- Genbosættelse af nye sydsudanesiske hjemvendte, især fra Republikken Sudan, men også fra andre lande såsom Den Demokratiske Republik Congo, Den Centralafrikanske Republik og Uganda.

- Styrkelse af sikkerheden mod de plyndrende ugandiske oprørere kendt som Lords Resistance Army (LRA), der har terroriseret regionen i det seneste årti eller deromkring.
- Sikring af, at de gamle beboere og de nye hjemvendte har nok mad.

## Befolkning og demografi
Yambio og de omkringliggende samfund er stamsteder for den etniske gruppe Azande, som også bor i nabolandene Den Demokratiske Republik Congo og Den Centralafrikanske Republik. Udover Azande omfatter andre stammer i Yambio amt Balanda, Mundu og Morokodo.
I 1983 anslog den sudanesiske folketælling befolkningen i Yambio til at være cirka 24.900 mennesker. I 2010 blev det anslået, at byens befolkning var steget til omkring 31.700 mennesker.I 2011 anslog en anden kilde byens befolkning til omkring 45.400.